# BRICS
BRICS là một tổ chức quốc tế bao gồm các nước thành viên như Brasil, Nga, Ấn Độ, Trung Quốc, Nam Phi, Ai Cập, Ethiopia, Iran, Ả Rập Xê Út, Các Tiểu vương quốc Ả Rập Thống nhất và Indonesia. Tổ chức được thành lập từ BRIC, là chữ cái đầu trong tên tiếng Anh của 4 quốc gia: Brasil (Brazil), Nga (Russia), Ấn Độ (India) và Trung Quốc (China), sau đó kết nạp Nam Phi (South Africa) vào năm 2010. Ai Cập, Ethiopia, Iran, Ả Rập Xê Út và Các Tiểu vương quốc Ả Rập Thống nhất chính thức gia nhập vào tổ chức này kể từ ngày 1 tháng 1 năm 2024, trong khi Indonesia gia nhập vào ngày 7 tháng 1 năm 2025.
Các quốc gia thuộc khối BRICS chiếm 30% diện tích và 45% dân số trên toàn thế giới. Brasil, Nga, Ấn Độ và Trung Quốc nằm trong top 10 các quốc gia có diện tích, dân số và nền kinh tế lớn nhất thế giới. Cả 5 quốc gia thành viên đều là thành viên của nhóm G20, với tổng sản phẩm nội địa (GDP) đạt 28.000 tỷ đô la Mỹ (chiếm 27% tổng GDP của thế giới), tổng GDP theo sức mua tương đương (PPP) đạt khoảng 57.000 tỷ đô la Mỹ (chiếm khoảng 34% toàn thế giới, cao hơn cả khối G7 với 31%) và dự trữ ngoại hối ước tính khoảng 4,5 nghìn tỷ đô la Mỹ (tính đến năm 2023).
Ngày 13 tháng 6 năm 2025, Việt Nam đã chính thức trở thành một quốc gia đối tác của BRICS.

## Lịch sử hình thành và phát triển
Vào ngày 24 tháng 10 năm 2024, 13 nước bao gồm Algeria, Belarus, Bolivia, Cuba, Indonesia, Kazakhstan, Malaysia, Nigeria, Thái Lan, Thổ Nhĩ Kỳ, Uganda, Uzbekistan và Việt Nam được mời tham gia với tư cách là "quốc gia đối tác", tư cách này sẽ cho phép những quốc gia này được tham gia vào và hưởng lợi từ các sáng kiến BRICS.

## Các cuộc hội nghị thượng đỉnh của BRICS
Các quốc gia thuộc khối tổ chức các hội nghị thượng đỉnh hàng năm kể từ năm 2009, với các quốc gia thành viên luân phiên nhau làm chủ nhà. Sau khi Nam Phi gia nhập tổ chức này, hai Hội nghị thượng đỉnh của BRIC được tổ chức vào các năm 2009 và 2010. 5 quốc gia thành viên của BRICS tổ chức cuộc Hội nghị thượng đỉnh đầu tiên vào năm 2011. Hội nghị thượng đỉnh của BRICS diễn ra gần đây nhất trong thời gian từ ngày 22 đến 24 tháng 8 năm 2023 tại Nam Phi.
| Lần tổ chức | Ngày tổ chức                                                                                              | Quốc gia chủ nhà | Nhà lãnh đạo nước chủ nhà | Địa điểm         | Ghi chú/Nguồn tham khảo |
| ----------- | --- | ---------------- | ------------------------- | ---------------- | --- |
| 1           | 16 tháng 6 năm 2009                                                                                       | Nga              | Dmitry Medvedev           | Yekaterinburg    | [ 10 ] |
| 2           | 15 tháng 4 năm 2010                                                                                       | Brasil           | Luiz Inácio Lula da Silva | Brasília         | Khách mời: Jacob Zuma (Tổng thống Nam Phi) và Riyad al-Maliki (Bộ trưởng Ngoại giao Palestine). |
| 3           | 14 tháng 4 năm 2011                                                                                       | Trung Quốc       | Hồ Cẩm Đào                | Tam Á            | [ 10 ] |
| 4           | 29 tháng 3 năm 2012                                                                                       | Ấn Độ            | Manmohan Singh            | New Delhi        | |
| 5           | 26–27 tháng 3 năm 2013                                                                                    | Nam Phi          | Jacob Zuma                | Durban           | |
| 6           | 14–17 tháng 7 năm 2014                                                                                    | Brasil           | Dilma Rousseff            | Fortaleza        | [ 12 ] [ 13 ] |
| 7           | 8–9 tháng 7 năm 2015                                                                                      | Nga              | Vladimir Putin            | Ufa              | [ 13 ] |
| 8           | 15–16 tháng 10 năm 2016                                                                                   | Ấn Độ            | Narendra Modi             | Benaulim         | [ 15 ] |
| 9           | 3–5 tháng 9 năm 2017                                                                                      | Trung Quốc       | Tập Cận Bình              | Hạ Môn           | [ 15 ] |
| 10          | 25–27 tháng 7 năm 2018                                                                                    | Nam Phi          | Cyril Ramaphosa           | Johannesburg     | |
| 11th        | 13–14 tháng 11 năm 2019                                                                                   | Brasil           | Jair Bolsonaro            | Brasília         | |
| 12          | 21–23 tháng 7 năm 2020 (bị hoãn do ảnh hưởng của đại dịch COVID-19) 17 tháng 11 năm 2020 (họp trực tuyến) | Nga              | Vladimir Putin            | Saint Petersburg | [ 20 ] |
| 13          | 9 tháng 9 năm 2021 (họp trực tuyến)                                                                       | Ấn Độ            | Narendra Modi             | New Delhi        | BRICS Games 2021 |
| 14          | 23 tháng 6 năm 2022 (họp trực tuyến)                                                                      | Trung Quốc       | Tập Cận Bình              | Bắc Kinh         | |
| 15          | 22–24 tháng 8 năm 2023                                                                                    | Nam Phi          | Cyril Ramaphosa           | Johannesburg     | Argentina, Ai Cập, Ethiopia, Iran, Ả Rập Xê Út và Các Tiểu vương quốc Ả Rập Thống nhất được mời tham dự Hội nghị để gia nhập vào tổ chức này kể từ ngày 1 tháng 1 năm 2024.. Vào ngày 30 tháng 12 năm 2023, chính phủ mới của Argentina do Tổng thống Javier Milei đã gửi thư cho BRICS, thông báo rằng quốc gia này sẽ không gia nhập vào tổ chức này. Trong khi đó, Ả Rập Xê Út vẫn chưa chính thức phản hồi lời mời từ khối. Lời mời Indonesia tham gia được dự trù nhưng hoãn cho đến khi chính phủ mới sau bầu cử tổng thống năm 2024 quyết định. |
| 16          | tháng 10 năm 2024                                                                                         | Nga              | Vladimir Putin            | Kazan            | [ 27 ] |

## Các quốc gia thành viên của BRICS
| Cờ | Quốc gia                                     | Thủ đô                                                            | Diện tích (km2) | Dân số (tính đến năm 2016) | Mật độ dân số (/km2) | GDP (PPP) bình quân đầu người | HDI   | Đơn vị tiền tệ                                    | Ngôn ngữ chính thức                                             | Nhà lãnh đạo                                                                                                  | Ngày gia nhập        |
| -- | -------------------------------------------- | ----------------------------------------------------------------- | --------------- | -------------------------- | -------------------- | ----------------------------- | ----- | ------------------------------------------------- | --------------------------------------------------------------- | --- | -------------------- |
|    | Brasil Cộng hòa Liên bang Brasil             | Brasília                                                          | 8,515,767       | 203,062,512                | 25                   | 18,686                        | 0,754 | Real Brasil (R$) (BRL)                            | Tiếng Bồ Đào Nha                                                | Người đứng đầu nhà nước: Luiz Inácio Lula da Silva                                                            | tháng 9 năm 2006     |

Biểu thị:
Các quốc gia thành viên
Các quốc gia đã đăng ký để trở thành thành viên
Các quốc gia bày tỏ sự quan tâm đến việc gia nhập tổ chức

|    | Nga Liên bang Nga                            | Moscow                                                            | 17,075,400      | 146,519,759                | 8.3                  | 24,449                        | 0,798 | Rúp Nga (₽) (RUB)                                 | Tiếng Nga                                                       | Người đứng đầu nhà nước: Vladimir Putin Người đứng đầu chính phủ: Mikhail Mishustin                           | tháng 9 năm 2006     |
|    | Ấn Độ Cộng hòa Ấn Độ                         | New Delhi                                                         | 3,287,240       | 1,284,480,000              | 364.4                | 10,484                        | 0,640 | Rupee Ấn Độ (₹) (INR)                             | Tiếng Hindi Tiếng Anh                                           | Người đứng đầu nhà nước: Droupadi Murmu Người đứng đầu Chính phủ: Narendra Modi                               | tháng 9 năm 2006     |
|    | Trung Quốc Cộng hòa Nhân dân Trung Hoa       | Bắc Kinh                                                          | 9,640,011       | 1,374,820,000              | 139.6                | 21,224                        | 0,727 | Nhân dân tệ (¥) (CNY)                             | Hán ngữ tiêu chuẩn được viết với chữ Hán giản thể               | Người đứng đầu nhà nước: Tập Cận Bình Người đứng đầu nhà nước: Lý Cường                                       | tháng 9 năm 2006     |
|    | Cộng hòa Nam Phi                             | Pretoria (hành chính) Cape Town (lập pháp) Bloemfontein (tư pháp) | 1,221,037       | 58,048,332                 | 42.4                 | 16,090                        | 0,713 | Rand Nam Phi (R) (ZAR)                            | 12 ngôn ngữ                                                     | Người đứng đầu nhà nước: Cyril Ramaphosa                                                                      | 24 tháng 12 năm 2010 |
|    | Ai Cập Cộng hòa Ả Rập Ai Cập                 | Cairo                                                             | 1,010,408       | 105,231,000                | 103.56               | 16,980                        | 0,731 | Bảng Ai Cập (LE) (EGP)                            | Tiếng Ả Rập                                                     | Người đứng đầu nhà nước: Abdel Fattah el-Sisi Người đứng đầu chính phủ: Moustafa Madbouly                     | 1 tháng 1 năm 2024   |
|    | Ethiopia Cộng hòa Dân chủ Liên bang Ethiopia | Addis Ababa                                                       | 1,104,300       | 105,163,988                | 92.7                 | 3,724                         | 0,498 | Birr Ethiopia (BR) (ETB)                          | Tiếng Afar Tiếng AmharicTiếng Oromo Tiếng Somali Tiếng Tigrinya | Người đứng đầu nhà nước: Sahle-Work Zewde Người đứng đầu chính phủ: Abiy Ahmed                                | 1 tháng 1 năm 2024   |
|    | Iran Cộng hòa Hồi giáo Iran                  | Tehran                                                            | 1,648,195       | 79,011,700                 | 48.0                 | 17,443                        | 0,766 | Rial Iran (Rl) (IRR)                              | Tiếng Ba Tư                                                     | Người đứng đầu nhà nước: Ali Khamenei Người đứng đầu chính phủ: Ebrahim Raisi                                 | 1 tháng 1 năm 2024   |
|    | Các Tiểu vương quốc Ả Rập Thống nhất         | Abu Dhabi                                                         | 83,600          | 4,106,427                  | 121                  | 78,255                        | 0,911 | Dirham Các Tiểu vương quốc Ả Rập Thống nhất (AED) | Tiếng Ả Rập                                                     | Người đứng đầu nhà nước: Mohamed bin Zayed Al Nahyan Người đứng đầu chính phủ: Mohammed bin Rashid Al Maktoum | 1 tháng 1 năm 2024   |
|    | Indonesia                                    | Jakarta                                                           | 1,904,569       | 261,850,182                | 141                  | 14,535                        | 0,718 | Rupiah Indonesia (Rp) (IDR)                       | Tiếng Indonesia                                                 | Người đứng đầu nhà nước: Prabowo Subianto                                                                     | 7 tháng 1 năm 2025   |

### Quá trình mở rộng thành viên
Vào tháng 8 năm 2023, tại Hội nghị lần thứ 15 của BRICS được tổ chức tại Nam Phi, Tổng thống Nam Phi Cyril Ramaphosa đã mời các nước Argentina, Ai Cập, Ethiopia, Iran, Ả Rập Xê Út và Các Tiểu vương quốc Ả Rập Thống nhất để gia nhập vào tổ chức này kể từ ngày 1 tháng 1 năm 2024.
Tuy nhiên, vào ngày 30 tháng 12 năm 2023, chính phủ mới của Argentina do Tổng thống Javier Milei đứng đầu, đã thông báo rằng quốc gia này sẽ không gia nhập vào tổ chức này.
Trong khi đó, Ả Rập Xê Út đến nay vẫn chưa chính thức phản hồi lời mời từ khối.
Vào ngày 1 tháng 1 năm 2024, Ai Cập, Ethiopia, Iran và Các Tiểu vương quốc Ả Rập Thống nhất chính thức gia nhập vào tổ chức này.
Vào ngày 7 tháng 1 năm 2025, chính phủ Brazil thông báo Indonesia chính thức gia nhập tổ chức này.

### Các quốc gia đã đăng ký để trở thành thành viên
Có tất cả 15 quốc gia đã đăng ký để gia nhập BRICS, bao gồm:
- Algeria[34] (đăng ký vào năm 2022[35], rút lui vào năm 2024[36])
- Bahrain
- Bangladesh[37] (đăng ký vào năm 2023)
- Belarus[38] (đăng ký vào năm 2023)
- Bolivia[39] (đăng ký vào năm 2023)
- Cuba (đăng ký vào năm 2023)
- Kazakhstan[40] (đăng ký vào năm 2023)
- Kuwait (đăng ký vào năm 2023)
- Pakistan (đăng ký vào năm 2023)
- Palestine (đăng ký vào năm 2023)
- Sénégal[41] (đăng ký vào năm 2023)
- Thái Lan[41]
- Venezuela (đăng ký vào năm 2023)
- Việt Nam (đăng ký vào năm 2023)

### Những ứng viên tiềm năng để gia nhập BRICS
Các quốc gia Afghanistan, Angola, Comoros, Cộng hòa Dân chủ Congo, Gabon, Guinea-Bissau, Libya, Myanmar, Nicaragua,, Nam Sudan, Sudan, Syria, Tunisia, Thổ Nhĩ Kỳ, Somalia, Uganda và Zimbabwe là những ứng viên tiềm năng để gia nhập BRICS.

## Các nhà lãnh đạo (tính đến thời điểm hiện tại)
Dưới đây là danh sách các nhà lãnh đạo cao cấp của các nước thành viên tính đến thời điểm hiện tại.
| Quốc gia thành viên | Brasil                    | Nga            | Ấn Độ           | Trung Quốc          | Nam Phi            |
| ------------------- | ------------------------- | -------------- | --------------- | ------------------- | ------------------ |
| Hình                |                           |                |                 |                     |                    |
| Tên                 | Luiz Inácio Lula da Silva | Vladimir Putin | Narendra Modi   | Tập Cận Bình        | Cyril Ramaphosa    |
| Vị trí, chức vụ     | Tổng thống Brasil         | Tổng thống Nga | Thủ tướng Ấn Độ | Chủ tịch Trung Quốc | Tổng thống Nam Phi |

| Các nước thành viên | Ai Cập               | Ethiopia           | Iran              | Các Tiểu vương quốc Ả Rập Thống nhất            | Indonesia            |
| ------------------- | -------------------- | ------------------ | ----------------- | ----------------------------------------------- | -------------------- |
| Hình                |                      |                    |                   |                                                 |                      |
| Tên                 | Abdel Fattah el-Sisi | Abiy Ahmed         | Masoud Pezeshkian | Mohamed bin Zayed Al Nahyan                     | Prabowo Subianto     |
| Vị trí, chức vụ     | Tổng thống Ai Cập    | Thủ tướng Ethiopia | Tổng thống Iran   | Tổng thống Các Tiểu vương quốc Ả Rập Thống nhất | Tổng thống Indonesia |